# Scioglyptis loxographa
Espèce
Synonymes
- Boarmia loxographa Turner, 1917[1]

Scioglyptis loxographa est une espèce de lépidoptères (papillons) de la famille des Geometridae qui vit en Australie.

## Systématique et étymologie
Cette espèce a été décrite pour la première fois par l'entomologiste australien Alfred Jefferis Turner en 1917, sous le nom initial de Boarmia loxographa.
L'épithète spécifique loxographa, du grec ancien λοξόςγράφος, loxosgráphos, « écrit en oblique », fait référence aux rayures obliques des ailes du papillons.

## Description
L'holotype de Scioglyptis loxographa, un mâle, mesure 43 mm.

### Publication originale
- (en) A. Jefferis Turner, « Revision of Australian Lepidoptera, vi », Proceedings of the Linnean Society of New South Wales, Sydney, Inconnu et Société linnéenne de Nouvelle-Galles du Sud, vol. 42, no 166,‎ 1917, p. 304-336 ; 344-390 (ISSN 0370-047X, OCLC 1755950, lire en ligne).